# Arjan Martins
Arjan Martins é o pseudônimo de Argentino Mauro Martins Manoel (Mesquita, 1960) é um pintor, escultor e artista plástico brasileiro. As temáticas históricas do colonialismo e diáspora africana são destaques de sua obra.

## Biografia e carreira
Nascido em Mesquita, cidade da Baixada Fluminense, Martins cresceu com pouco acesso ao circuito das artes plásticas e começou a trabalhar muito cedo, aos 14 anos de idade. Desempenhou ofícios tão diversos quanto os de barman, office boy e assistente de pedreiro na construção civil.
Arjan Martins iniciou seus estudos artísticos na década de 1990 na Escola de Artes Visuais do Parque Lage, no bairro do Jardim Botânico, na cidade do Rio de Janeiro. Tem suas obras no exterior e em instituições brasileiras como a Pinacoteca de São Paulo e o Museu de Arte Moderna do Rio de Janeiro.
No início da carreira o artista plástico fazia intervenções nos muros de Santa Teresa, bairro do Rio de Janeiro onde morava. Uma das obras mais conhecidas dessa fase é o mural que retrata três mulheres nuas de mãos dadas, trabalho que estabelece um diálogo com “As Três Graças”, do artista barroco Peter Paul Rubens; Arjan Martins lembra em entrevista ao jornal Folha de S.Paulo, que algumas pessoas enxergavam a obra com bons olhos, mas houve quem desaprovasse a intervenção; a dona do imóvel em que ele pintou o mural chegou a apagar seus traços.
Nos últimos anos, participou da residência artística da Rema Hort Mann Foundation, em Nova York, em 2020, onde expôs a obra Desarmado. Em 2019, apresentou uma mostra individual no The Armory Show e participou da coletiva "Against Again: Art Under Attack in Brazil", na John Jay College Gallery (CUNY), ambas em Nova York. Em seu currículo acumula o Prêmio PIPA de 2018, o Prêmio de Residência Artística na África, promovido pelo Goethe Institut na cidade de Lagos, na Nigéria em 2017 e o Prêmio Projéteis de Arte Contemporânea, da Funarte (Fundação Nacional de Artes) em 2015. Ele também já apresentou trabalhos nas bienais de Dacar e de Montevidéu. Em 2017, levou para a Suíça a mostra individual “O Estrangeiro”
Autor de telas que retratam negros em posições e lugares variados, em entrevista ao jornal Folha de S.Paulo Arjan Martins afirmou que “A Europa eurocentrista não nos mostra corpos negros. Enquanto artista, é você que tem que mostrar para ela que esses corpos têm importância e magnitude”. O oceano retratado por ele é um vestígio da escravidão e uma testemunha do deslocamento forçado de 12 milhões de africanos a partir do século XVI. Em setembro de 2021 participou pela primeira vez da Bienal Internacional de Arte de São Paulo, onde apresentou duas obras, ambas sobre as relações coloniais entre Portugal e o continente africano. O trabalho de Arjan Martins também é carregado de significados políticos, seja por abordar temas como o colonialismo, seja por retratar personalidades como a vereadora assassinada Marielle Franco.  Em outros trabalhos, como a tela em que se destaca João Cândido, também conhecido como "Almirante Negro".
Atendendo convite de Júlia Kovensky, em 2020 Arjan ainda participou do Programa Convida, projeto realizado pelo setor de iconografia do Instituto Moreira Salles, onde artistas e coletivos convidados pelo instituto desenvolvem projetos durante a quarentena imposta pela pandemia de Covid-19. Entre 22 de Abril e 25 de Junho de 2021 apresentou "Descompasso Atlântico", uma individual de seus trabalhos na galeria de arte A Gentil Carioca, no Rio de Janeiro.
Em 2021 foi lançado pela editora Cobogó um livro bilingue (português/inglês) sobre sua obra, intitulado Arjan Martins, tendo como organizador da publicação o curador e pesquisador brasileiro Paulo Miyada.